# Peugeot Lion V4C3-Lion 10HP
La V4C3 è una vettura di fascia medio-alta prodotta nel 1912 dalla Casa automobilistica francese Lion Peugeot.
Con la sigla 10 HP utilizzata relativamente al marchio Lion Peugeot si intende la famiglia di vetture derivante dalla V4C3.

## Lion Peugeot V4C3
La Type V4C3 è una vettura di fascia medio-bassa equipaggiata da un bicilindrico da 1702 cm³. Era lunga 3,20 metri e larga 1,40. Prodotta nel 1912 in 653 esemplari, fu la capostipite della famiglia di vetture denominata con la sigla generica di "10HP", che indicava la potenza fiscale legata alla cilindrata.

## Lion Peugeot 10HP
La denominazione "Lion Peugeot 10HP" distingue una famiglia di torpedo di fascia medio-alta, equipaggiate da un 4 cilindri a V da 1888 cm³ in grado di erogare 20 CV a 1800 giri/min. Tali vetture erano inoltre equipaggiate da un cambio manuale a 4 marce e potevano raggiungere una velocità massima di 60 km/h. La famiglia 10HP della Lion Peugeot era composta da tre modelli  distinti:
- VD: prodotta nel 1913 in 800 esemplari, era lunga 3.5 metri, larga 1.5 ed il passo di 2.5 metri garantiva una buona abitabilità per la sua categoria;
- V4D: prodotta nel 1914 in 700 esemplari aveva caratteristiche analoghe a quelle della Type VD;
- VD2, più lunga (raggiungeva i 4 metri in lunghezza) e prodotta nel 1915 in 480 esemplari. Quest'ultima fu l'ultima vettura presentata dalla Lion Peugeot prima di chiudere definitivamente i battenti nel 1916.